# Spektrometar
Spektrometar je uređaj koji izravno elektronskim detektorom snima spektar i mjeri njegovu jakost (intenzitet), dok je spektrofotometar naziv za spektrometar koji se koristi u području takozvane optičke spektrometrije (obuhvaća samo ultraljubičasto, vidljivo i infracrveno zračenje). Spektrometar se sastoji od izvora zračenja, monokromatora i detektora. U spektrometar valja staviti uzorak koji je predmet promatranja. Spektrometar će izmjeriti jakost određene valne duljine elektromagnetskog zračenja, koji je uzorak emitirao, apsorbirao, ili reflektirao. Kao detektori elektromagnetskog zračenja služe fotomultiplikatori, fotoosjetljive diode ili CCD čip, u vidljivom i ultraljubičastom području zračenja, te termoosjetljivi otpornici ili bolometri u infracrvenom području.
Kao što svjetlost Sunca, električne žarulje i električnog luka možemo rastaviti pomoću optičke prizme, tako možemo rastaviti svjetlost i različitih drugih izvora, na primjer usijanih kovina, soli, plinova i tako dalje. Proučavanjem spektra različitih tvari zove se spektroskopija. Za proučavanje i mjerenje spektara različitih izvora svjetlosti služi spektrometar. Spektrometar se sastoji od prizme, kolimatora, dalekozora i cijevi sa skalom za mjerenje položaja pojedinih dijelova spektra. Kolimator je cijev koja na prednjoj strani ima usku pukotinu na koju padaju zrake svjetlosti iz izvora, čiji spektar istražujemo. Na drugoj strani cijevi je optička leća. Duljina kolimatora jednaka je žarišnoj daljini leće, tako da zrake svjetlosti poslije izlaza iz kolimatora budu paralelne. Nakon loma kroz prizmu stvara se spektar u žarišnoj daljini dalekozora, pa taj spektar promatramo kroz okular. Cijev sa skalom ima na vanjskom kraju staklenu pločicu na kojoj je fotografirana skala, a postavljena je u žarišnoj daljini leće koja se nalazi na drugom kraju cijevi. Od osvijetljene skale padaju zrake svjetlosti na prizmu i nakon refleksije ulaze u dalekozor. Tako se pomoću reflektirane zrake može mjeriti položaj pojedinih spektralnih boja. Ako se mjesto dalekozora stavi fotografska kamera, može se dobiti fotografski snimak spektra. Takav se spektralni uređaj zove spektrograf.

## Vrste
Današnji je spektrometar složen uređaj koji gotovo bez iznimke ima ugrađeno računalo s višestrukom ulogom: planiranje i provođenje mjerenja, nadzor sveukupnoga mjernog postupka, bilježenje spektra, pohrana digitalnih podataka i njihova obrada (spektrometrija). Budući da spektri nastaju na različit način, spektrometri su vrlo različiti u izvedbi i stupnju složenosti. Tako se na primjer u optičkoj spektrometriji koriste dva tipa spektrometara: disperzivni i interferometrijski. 

### Disperzivni spektrometar
Sastavni su dijelovi disperzivnoga spektrometra: izvor zračenja, selektor valnih duljina, kiveta za uzorak, pretvornik zračenja, sustav za odčitavanje signala (detektor), procesor signala (računalo) i pisač. 

### Interferometrijski spektrometar
U interferometrijskom spektrometru disperzivni selektor valnih duljina (optička prizma ili optička rešetka s pukotinama i filtrima) zamijenjen je interferometrom, koji mjeri spektre u vremenskoj domeni, a računalo podatke prenosi u frekvencijsku domenu korištenjem takozvane diskretne Fourierove transformacije. 

### Spektrometar nuklearne magnetske rezonancije
Spektrometar nuklearne magnetske rezonancije radi na drugim načelima. Izvor radiovalnoga zračenja titrajni je krug, a uzorak se nalazi u jakom statičkom magnetskom polju. I ovdje postoje dva načina mjerenja spektra. Tehnikom kontinuiranoga vala postupno se mijenja jakost magnetskog polja ili rezonancijska frekvencija. U suvremenom obliku koriste se snažni radiofrekvencijski pulsevi i signal se detektira u vremenskoj domeni. Spektar se također dobiva Fourierovom transformacijom u frekvencijsku domenu. 

### Ostali spektrometri
Postoje i druge vrste spektrometara kao što je Mössbauerov spektrometar, fotoelektronski spektrometar i tako dalje. Navedeni opis instrumenata i načina detekcije spektara odnosi se na instrumente kojima se ispituje emisija, apsorpcija ili raspršenje elektromagnetskog zračenja. Od njih se po načelima energijskih promjena u ispitivanim tvarima, konstrukciji ili načinu detekcije spektara razlikuju mnogi drugi spektralni instrumenti kao što su oni za registraciju spektara nakon međudjelovanja tvari i čestica, na primjer instrumenti za određivanje energijske razdiobe elektrona i pozitrona, maseni spektrometar, koji daje spektar iona prema omjeru njihove mase i naboja, neutronski spektrometar i drugi.

## Poveznice
- Spektroskopija
- Spektroskop
- Spektrograf
- Spektrofotometar